# Минамимацуура

Расположение уезда Минамимацуура в префектуре Нагасаки.

Минамимацуура (яп. 南松浦郡 Минамимацуура-гун) — уезд в префектуре Нагасаки Японии. Площадь уезда 213,99 км².

## Географическое положение
Расположен на острове Гото. Уезд граничит с городами Гото, Сайкай и посёлком Одзика.

## Население
По оценкам на 1 апреля 2017 года, население составляет 18 980 человек; плотность составляет 88,7 человек / км².

## Посёлки и сёла
- Синкамигото